# Itata isabellina
Itata isabellina är en spindelart som först beskrevs av Władysław Taczanowski 1878.  Itata isabellina ingår i släktet Itata och familjen hoppspindlar. Inga underarter finns listade i Catalogue of Life.